# 옴니웹

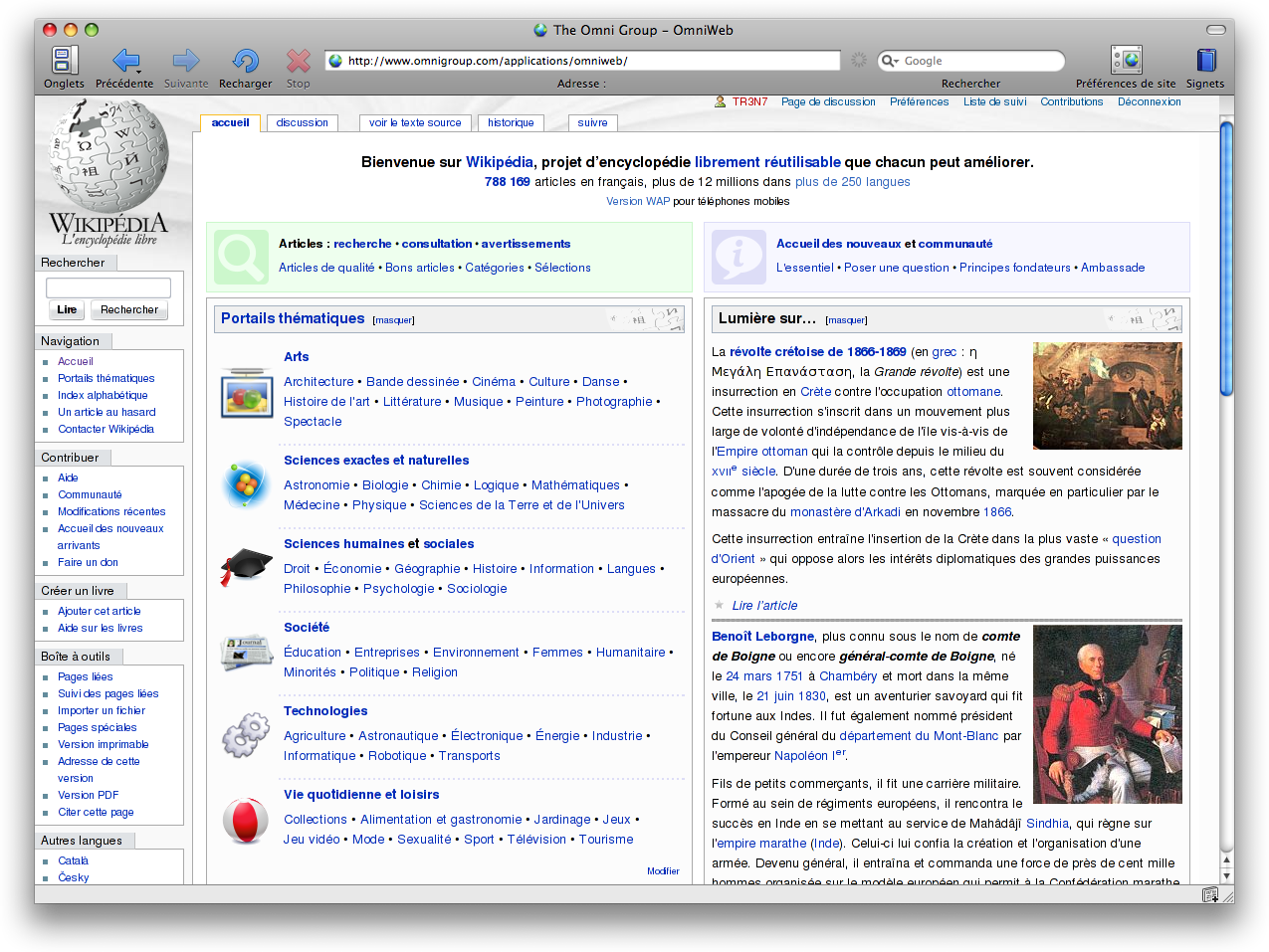

옴니웹(OmniWeb)은 옴니 그룹이 개발한 맥 오에스 텐 운영 체제용 웹 브라우저이다.

## 역사
옴니웹은 1995년 3월 17일에 옴니 그룹이 개발하여 라이트하우스 디자인이 NEXTSTEP 플랫폼용으로 공개하였다. NeXTSTEP이 OPENSTEP으로, 그 뒤에 맥 오에스 텐으로 발전하면서 옴니웹은 이러한 플랫폼에서 실행할 수 있게 업데이트되었다.
옴니웹은 오픈스텝 프레임워크나 옐로 박스를 통해 마이크로소프트 윈도우에서 간단히 돌릴 수 있었다. 라이트하우스 디자인이 썬 마이크로시스템즈에 인수된 뒤 옴니 그룹은 버전 2.5 이후부터 스스로 제품을 출시하였다. 4.0 이후 버전부터 옴니웹은 맥 오에스 텐 플랫폼용으로만 개발되고 있다.
옴니웹은 코코아 API를 사용하여 프로그래밍되어, 맥 오에스 텐의 기능에 대한 이점을 완전히 맛볼 수 있게 하고 있다. 쿼츠를 사용하여 그림과 부드러운 문자열을 만들어낼 수 있으며 가능하면 여러 개의 프로세서를 사용할 수 있고 아쿠아 UI를 이용하는 인터페이스를 갖고 있다.
옴니웹은 원래 저만의 HTML 레이아웃 엔진을 이용하였다. 그러나 이 엔진은 CSS와 같은 최근의 인터넷 표준과 완전히 호환되지 않았다. 2003년 2월에 옴니 그룹은 사파리 브라우저가 사용했던 애플의 KHTML 기반 웹코어 렌더링 엔진을 채용하였다.
2004년 8월 11일에 옴니 그룹은 새로운 기능이 많이 추가된 옴니웹 5.0을 출시하였다. 가장 눈에 띄는 기능으로는 탭 브라우징으로, 탭이 창 측면의 서랍에 수직으로 보인다.
2006년 9월 6일에 버전 5.5가 출시되었다. 새로운 수많은 기능들이 웹코어 대신 웹키트의 맞춤식 버전을 이용하고 있다. 또, 웹 어카이브 저장 기능과 유니버설 바이너리를 지원하고 사용자 정의 스타일시트, FTP 폴더 표시, 광고 차단 개선, 지역화 업데이트 등을 지원한다. 또, 수많은 변경 사항과 버그 수정이 포함되었다.

## 기능
- 편집에서 분리된 창
- 작업 공간
- 보기 링크
- 광고 차단
- 바로 가기 (쇼트컷)
- 사이트 선호 설정

## 같이 보기
- 웹 브라우저 목록